# 莱代尔格
莱代尔格（法語：Lédergues，法語發音：[ledɛʁɡ]）是法国阿韦龙省的一个市镇，属于米约区。

## 地理
莱代尔格（44°5'20"N, 2°26'28"E）面积36.31 平方千米，位于法国奧克西塔尼大區阿韦龙省，该省份为法国南部内陆省份，位于法國中央高原南部，北起顺时针与康塔爾省、洛泽尔省、加尔省、埃罗省、塔恩省、塔恩-加龙省和洛特省接壤。
与莱代尔格接壤的市镇（或旧市镇、城区）包括：吕拉克-圣西尔克、圣让代尔努、维欧尔河畔圣瑞斯特、拉塞尔沃、福塞尔格、莱达和庞蒂耶。

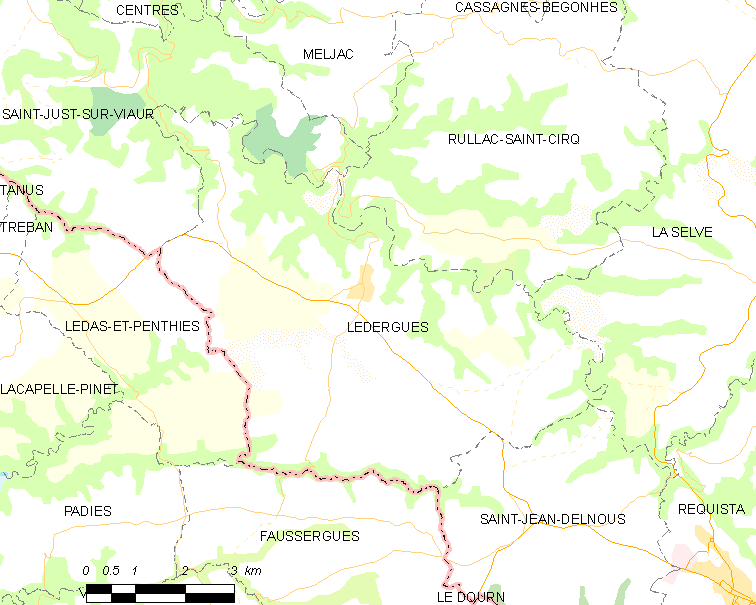
莱代尔格的OSM定位图

莱代尔格的时区为UTC+01:00、UTC+02:00（夏令时）。

## 行政
莱代尔格的邮政编码为12170，INSEE市镇编码为12127。

## 政治
莱代尔格所属的省级选区为雷基斯塔奈山县。

## 人口

1962-2008年间莱代尔格人口变化图示

莱代尔格于2022年1月1日时的人口数量为664人。